# Großer Preis von Singapur 2019
Der Große Preis von Singapur 2019 (offiziell Formula 1 Singapore Airlines Singapore Grand Prix 2019) fand am 22. September auf dem Marina Bay Street Circuit in Singapur statt und war das 15. Rennen der Formel-1-Weltmeisterschaft 2019.

## Berichte

### Hintergründe
Nach dem Großen Preis von Italien führte Lewis Hamilton in der Fahrerwertung mit 63 Punkten vor Valtteri Bottas und mit 99 Punkten vor Max Verstappen. In der Konstrukteurswertung führte Mercedes mit 154 Punkten vor Ferrari und mit 239 Punkten vor Red Bull Racing.
Beim Großen Preis von Singapur stellte Pirelli den Fahrern die Reifenmischungen P Zero Hard (weiß, Mischung C3), P Zero Medium (gelb, C4) und P Zero Soft (rot, C5) sowie für Nässe Cinturato Intermediates (grün) und Cinturato Full-Wets (blau) zur Verfügung.
Sebastian Vettel (neun), Lance Stroll (sieben), Daniel Ricciardo, Verstappen (jeweils fünf), Antonio Giovinazzi (vier), Romain Grosjean, Kevin Magnussen (jeweils drei), Hamilton, Daniil Kwjat, Carlos Sainz jr. (jeweils zwei), Alexander Albon, Pierre Gasly, Sergio Pérez und George Russell (jeweils einer) gingen mit Strafpunkten ins Rennwochenende.
Mit Hamilton und Vettel (jeweils viermal) traten zwei ehemalige Sieger zu diesem Grand Prix an.
Als Rennkommissare für dieses Wochenende fungierten Tim Mayer (USA), Mika Salo (FIN), Nish Shetty (SIN) und Vincenzo Spano (VEN).

### Training
Im ersten freien Training war Verstappen mit einer Rundenzeit von 1:40,259 Minuten Schnellster vor Vettel und Hamilton. Das Training wurde nach einem Unfall von Bottas kurzzeitig unterbrochen.
Im zweiten freien Training fuhr Hamilton mit einer Rundenzeit von 1:38,773 Minuten die Bestzeit vor Verstappen und Vettel.
Im dritten freien Training war Charles Leclerc mit einer Rundenzeit von 1:38,192 Minuten Schnellster vor Hamilton und Vettel. Das Training wurde nach einem Unfall von Pérez kurzzeitig unterbrochen.

### Qualifying
Das Qualifying bestand aus drei Teilen mit einer Nettolaufzeit von 45 Minuten. Im ersten Qualifying-Segment (Q1) hatten die Fahrer 18 Minuten Zeit, um sich für das Rennen zu qualifizieren. Alle Fahrer, die im ersten Abschnitt eine Zeit erzielten, die maximal 107 Prozent der schnellsten Rundenzeit betrug, qualifizierten sich für den Grand Prix. Die besten 15 Fahrer erreichten den nächsten Teil. Bottas war Schnellster. Die Williams-Fahrer, Grosjean, Stroll und Kwjat schieden aus.
Der zweite Abschnitt (Q2) dauerte 15 Minuten. Die zehn schnellsten Piloten qualifizierten sich für den dritten Teil des Qualifyings und mussten mit den hier verwendeten Reifen das Rennen starten, alle übrigen Piloten hatten freie Reifenwahl für den Rennstart. Leclerc war Schnellster. Magnussen, die Alfa-Romeo-Piloten, Gasly und Pérez schieden aus.
Der finale Abschnitt (Q3) ging über eine Zeit von zwölf Minuten, in denen die ersten zehn Startpositionen vergeben wurden. Leclerc fuhr mit einer Rundenzeit von 1:36,217 Minuten die Bestzeit vor Hamilton und Vettel. Es war die fünfte Pole-Position für Leclerc in der Formel-1-Weltmeisterschaft, davon die dritte in Folge.
Pérez wurde wegen eines vorzeitigen Getriebewechsels nach seinem Unfall im dritten freien Training um fünf Startplätze nach hinten versetzt. Ricciardo wurde nachträglich aus der Wertung des Qualifyings genommen, da an der MGU-K seines Fahrzeugs der maximal zulässige Energiestrom überschritten worden war. Obwohl das Team argumentierte, dass es sich um eine kurzzeitige Überschreitung des Limits von 120 kW handelte, die nicht zu einem Vorteil führte, entschieden die Rennkommissare, Ricciardo zu disqualifizieren. Er wurde jedoch zum Start des Rennens zugelassen, da er im freien Training ausreichend schnelle Rundenzeiten gefahren war.

### Rennen
Als die Ampel ausging, behielt Leclerc die Führung, während der andere Ferrari-Pilot, Vettel, erfolglos versuchte, Hamilton anzugreifen. Dann folgten Verstappen, Bottas, Albon und Lando Norris. Hinten kam es zu einer Berührung zwischen Nico Hülkenberg und Sainz jr., wobei Letzterer auf den letzten Platz zurückfiel.
Die Rangliste blieb, zumindest auf den Spitzenplätzen, viele Runden lang unverändert, wobei die führenden Fahrer ein sehr langsames Tempo fuhren, um Reifen und Kraftstoff zu sparen. Der Einzige, der Positionen gut machen konnte, war Ricciardo, der als Letzter gestartet war und sich in der 18. Runde auf den zehnten Platz verbesserte. Eine Runde später stoppten Vettel und Verstappen und wechselten auf harte Reifen. Es folgten Stopps von Leclerc in der 20. Runde und von Bottas eine Runde später. Vettel schaffte es dank einer sehr schnellen Runde, vor Leclerc zu bleiben, der somit hinter seinem Teamkollegen lag. Damit führte Hamilton vor Fahrern ohne Reifenwechsel wie Giovinazzi, Gasly, Ricciardo und Stroll. Dahinter lag Vettel, der nun auch vor Verstappen war, während Bottas hinter dem Niederländer blieb.
Hamilton versuchte, den Stopp hinauszuzögern, in der Hoffnung, dass die Ferrari langsamere Fahrer vor sich finden, die sie aufhalten würden. Allerdings musste der Brite in Runde 26 an die Box. Giovinazzi übernahm zum ersten Mal in seiner Karriere in der Formel-1-Weltmeisterschaft die Führung (der erste Italiener, der nach Giancarlo Fisichella beim Großen Preis von Belgien 2009 ein Rennen anführte). Hamilton kehrte als Achter ins Rennen zurück, immer noch vor Bottas. Mittlerweile überholten die beiden Ferrari Stroll. Zwischen der 29. und 31. Runde überholte Vettel dann nacheinander Gasly, Ricciardo und Giovinazzi und übernahm wieder die Führung. Auch Leclerc und Verstappen rückten hinter ihm vor und lag nun auf den Plätzen zwei und drei, wobei sie auch die Boxenstopps der zuvor vor ihnen liegenden Fahrer ausnutzten.
In Runde 35. musste die Rennleitung aufgrund einer Berührung zwischen Russell und Grosjean zum ersten Mal im Rennen das Safety-Car auf die Strecke schicken.
Beim Restart kam es sofort zu einer Berührung zwischen Gasly und Stroll, wobei der Kanadier einen Reifenschaden erlitt. Wenige Augenblicke später schied der andere Racing-Point-Fahrer, Pérez, aus. Das Auto blieb auf der Strecke, so dass die Rennleitung zum zweiten Mal das Safety-Car auf die Strecke schickte. Die Rangfolge beim Restart bliebe vorne erneut unverändert. Dahinter verlor jedoch Kimi Räikkönen an Geschwindigkeit und fiel um mehrere Plätze zurück. Zu Beginn der 49. Runde geriet der Alfa-Romeo-Pilot in der ersten Kurve in Kontakt mit Kwjat. Somit kam das Safety-Car zum dritten Mal innerhalb weniger Runden auf die Strecke.
Vettel behielt beim Restart wieder die Führung und schaffte es, Leclerc, der auf seinen Teamkollegen aufholen konnte, zu kontrollieren. Weiter hinten übte Hamilton Druck auf Verstappen aus, der jedoch nicht zu überholen war.
Vettel gewann das Rennen schileßlich vor Leclerc und Verstappen. Es war der 53. und letzte Sieg für Vettel in der Formel-1-Weltmeisterschaft, davon der fünfte in Singapur und der erste seit dem Großen Preis von Belgien 2018. Für Ferrari war es der erste Doppelsieg seit dem Großen Preis von Ungarn 2017, zudem war es der erste Doppelsieg eines Konstrukteurs in Singapur. Die restlichen Punkteplatzierungen belegten Hamilton, Bottas, Albon, Norris, Gasly, Hülkenberg und Giovinazzi. Da Magnussen die schnellste Rennrunde erzielt hatte, jedoch außerhalb der ersten Zehn ins Ziel kam, erhielt kein Fahrer den zusätzlichen Punkt.
In der Fahrerwertung baute Hamilton seine Führung gegenüber Bottas aus, Leclerc war nun Dritter. In der Konstrukteurswertung blieben die ersten drei Plätze unverändert.

## Meldeliste
| Team                             | Nr. | Fahrer             | Chassis                       | Motor                         | Reifen |
| -------------------------------- | --- | ------------------ | ----------------------------- | ----------------------------- | ------ |
| Mercedes-AMG Petronas Motorsport | 44  | Lewis Hamilton     | Mercedes-AMG F1 W10 EQ Power+ | Mercedes-AMG F1 M10 EQ Power+ | P      |
| Mercedes-AMG Petronas Motorsport | 77  | Valtteri Bottas    | Mercedes-AMG F1 W10 EQ Power+ | Mercedes-AMG F1 M10 EQ Power+ | P      |
| Scuderia Ferrari                 | 05  | Sebastian Vettel   | Ferrari SF90                  | Ferrari 064                   | P      |
| Scuderia Ferrari                 | 16  | Charles Leclerc    | Ferrari SF90                  | Ferrari 064                   | P      |
| Aston Martin Red Bull Racing     | 33  | Max Verstappen     | Red Bull Racing RB15          | Honda RA619H                  | P      |
| Aston Martin Red Bull Racing     | 23  | Alexander Albon    | Red Bull Racing RB15          | Honda RA619H                  | P      |
| Renault F1 Team                  | 03  | Daniel Ricciardo   | Renault R.S.19                | Renault E-Tech 19             | P      |
| Renault F1 Team                  | 27  | Nico Hülkenberg    | Renault R.S.19                | Renault E-Tech 19             | P      |
| Haas F1 Team                     | 08  | Romain Grosjean    | Haas VF-19                    | Ferrari 064                   | P      |
| Haas F1 Team                     | 20  | Kevin Magnussen    | Haas VF-19                    | Ferrari 064                   | P      |
| McLaren F1 Team                  | 55  | Carlos Sainz jr.   | McLaren MCL34                 | Renault E-Tech 19             | P      |
| McLaren F1 Team                  | 04  | Lando Norris       | McLaren MCL34                 | Renault E-Tech 19             | P      |
| SportPesa Racing Point F1 Team   | 11  | Sergio Pérez       | Racing Point RP19             | BWT Mercedes                  | P      |
| SportPesa Racing Point F1 Team   | 18  | Lance Stroll       | Racing Point RP19             | BWT Mercedes                  | P      |
| Alfa Romeo Racing                | 07  | Kimi Räikkönen     | Alfa Romeo Racing C38         | Ferrari 064                   | P      |
| Alfa Romeo Racing                | 99  | Antonio Giovinazzi | Alfa Romeo Racing C38         | Ferrari 064                   | P      |
| Red Bull Toro Rosso Honda        | 26  | Daniil Kwjat       | Scuderia Toro Rosso STR14     | Honda RA619H                  | P      |
| Red Bull Toro Rosso Honda        | 10  | Pierre Gasly       | Scuderia Toro Rosso STR14     | Honda RA619H                  | P      |
| ROKiT Williams Racing            | 63  | George Russell     | Williams FW42                 | Mercedes-AMG F1 M10 EQ Power+ | P      |
| ROKiT Williams Racing            | 88  | Robert Kubica      | Williams FW42                 | Mercedes-AMG F1 M10 EQ Power+ | P      |

## Klassifikationen

### Qualifying
| Pos.                                                                      | Fahrer             | Konstrukteur              | Q1       | Q2       | Q3       | Start |
| ------------------------------------------------------------------------- | ------------------ | ------------------------- | -------- | -------- | -------- | ----- |
| 01                                                                        | Charles Leclerc    | Ferrari                   | 1:38,014 | 1:36,650 | 1:36,217 | 01    |
| 02                                                                        | Lewis Hamilton     | Mercedes                  | 1:37,565 | 1:36,933 | 1:36,408 | 02    |
| 03                                                                        | Sebastian Vettel   | Ferrari                   | 1:38,374 | 1:36,720 | 1:36,437 | 03    |
| 04                                                                        | Max Verstappen     | Red Bull Racing-Honda     | 1:38,540 | 1:37,089 | 1:36,813 | 04    |
| 05                                                                        | Valtteri Bottas    | Mercedes                  | 1:37,317 | 1:37,142 | 1:37,146 | 05    |
| 06                                                                        | Alexander Albon    | Red Bull Racing-Honda     | 1:39,106 | 1:37,865 | 1:37,411 | 06    |
| 07                                                                        | Carlos Sainz jr.   | McLaren-Renault           | 1:38,882 | 1:37,982 | 1:37,818 | 07    |
| 08                                                                        | Nico Hülkenberg    | Renault                   | 1:39,001 | 1:38,580 | 1:38,264 | 08    |
| 09                                                                        | Lando Norris       | McLaren-Renault           | 1:38,606 | 1:37,572 | 1:38,329 | 09    |
| 10                                                                        | Sergio Pérez       | Racing Point-BWT Mercedes | 1:39,909 | 1:38,620 | –        | 15    |
| 11                                                                        | Antonio Giovinazzi | Alfa Romeo Racing-Ferrari | 1:39,272 | 1:38,697 | –        | 10    |
| 12                                                                        | Pierre Gasly       | Scuderia Toro Rosso-Honda | 1:39,085 | 1:38,699 | –        | 11    |
| 13                                                                        | Kimi Räikkönen     | Alfa Romeo Racing-Ferrari | 1:39,454 | 1:38,858 | –        | 12    |
| 14                                                                        | Kevin Magnussen    | Haas-Ferrari              | 1:39,942 | 1:39,650 | –        | 13    |
| 15                                                                        | Daniil Kwjat       | Scuderia Toro Rosso-Honda | 1:39,957 | –        | –        | 14    |
| 16                                                                        | Lance Stroll       | Racing Point-BWT Mercedes | 1:39,979 | –        | –        | 16    |
| 17                                                                        | Romain Grosjean    | Haas-Ferrari              | 1:40,277 | –        | –        | 17    |
| 18                                                                        | George Russell     | Williams-Mercedes         | 1:40,867 | –        | –        | 18    |
| 19                                                                        | Robert Kubica      | Williams-Mercedes         | 1:41,186 | –        | –        | 19    |
| 107-Prozent-Zeit: 1:44,129 min (bezogen auf Q1-Bestzeit von 1:37,317 min) |                    |                           |          |          |          |       |
| DSQ                                                                       | Daniel Ricciardo   | Renault                   | 1:39,362 | 1:38,399 | 1:38,095 | 20    |

Anmerkungen
1. ↑  Pérez wurde wegen eines vorzeitigen Getriebewechsels um fünf Startplätze nach hinten versetzt.
2. ↑  Ricciardo wurde nachträglich aus der Wertung des Qualifyings genommen, da an der MGU-K seines Fahrzeugs der maximal zulässige Energiestrom überschritten worden war. Ihm wurde erlaubt, vom Ende des Feldes zu starten.

### Rennen
| Pos. | Fahrer             | Konstrukteur              | Runden | Stopps | Zeit        | Start | Schnellste Runde |
| ---- | ------------------ | ------------------------- | ------ | ------ | ----------- | ----- | ---------------- |
| 01   | Sebastian Vettel   | Ferrari                   | 68     | 1      | 1:58:33,667 | 03    | 1:44,802 (57.)   |
| 02   | Charles Leclerc    | Ferrari                   | 68     | 1      | + 2,641     | 01    | 1:44,723 (59.)   |
| 03   | Max Verstappen     | Red Bull Racing-Honda     | 68     | 1      | + 3,821     | 04    | 1:45,176 (56.)   |
| 04   | Lewis Hamilton     | Mercedes                  | 68     | 1      | + 4,608     | 02    | 1:44,914 (58.)   |
| 05   | Valtteri Bottas    | Mercedes                  | 68     | 1      | + 6,119     | 05    | 1:43,534 (58.)   |
| 06   | Alexander Albon    | Red Bull Racing-Honda     | 68     | 1      | + 11,663    | 06    | 1:45,260 (59.)   |
| 07   | Lando Norris       | McLaren-Renault           | 68     | 1      | + 14,769    | 09    | 1:45,716 (58.)   |
| 08   | Pierre Gasly       | Scuderia Toro Rosso-Honda | 68     | 1      | + 15,547    | 11    | 1:45,769 (58.)   |
| 09   | Nico Hülkenberg    | Renault                   | 68     | 2      | + 16,718    | 08    | 1:45,765 (59.)   |
| 10   | Antonio Giovinazzi | Alfa Romeo Racing-Ferrari | 68     | 2      | + 17,855    | 10    | 1:45,630 (59.)   |
| 11   | Romain Grosjean    | Haas-Ferrari              | 68     | 2      | + 35,436    | 17    | 1:46,274 (54.)   |
| 12   | Carlos Sainz jr.   | McLaren-Renault           | 68     | 2      | + 35,974    | 07    | 1:45,969 (41.)   |
| 13   | Lance Stroll       | Racing Point-BWT Mercedes | 68     | 3      | + 36,419    | 16    | 1:44,896 (57.)   |
| 14   | Daniel Ricciardo   | Renault                   | 68     | 1      | + 37,660    | 20    | 1:45,915 (55.)   |
| 15   | Daniil Kwjat       | Scuderia Toro Rosso-Honda | 68     | 2      | + 38,178    | 14    | 1:44,371 (57.)   |
| 16   | Robert Kubica      | Williams-Mercedes         | 68     | 2      | + 47,024    | 19    | 1:46,793 (59.)   |
| 17   | Kevin Magnussen    | Haas-Ferrari              | 68     | 2      | + 1:26,522  | 13    | 1:42,301 (58.)   |
| –    | Kimi Räikkönen     | Alfa Romeo Racing-Ferrari | 50     | 1      | DNF         | 12    | 1:47,062 (18.)   |
| –    | Sergio Pérez       | Racing Point-BWT Mercedes | 43     | 1      | DNF         | 15    | 1:46,683 (15.)   |
| –    | George Russell     | Williams-Mercedes         | 35     | 1      | DNF         | 18    | 1:48,285 (29.)   |

## WM-Stände nach dem Rennen
Die ersten zehn des Rennens bekamen 25, 18, 15, 12, 10, 8, 6, 4, 2 bzw. 1 Punkt(e). Zusätzlich hätte es einen Punkt für die schnellste Rennrunde gegeben, wenn der Fahrer unter den ersten zehn gelandet wäre.

### Fahrerwertung
| Pos. | Fahrer           | Konstrukteur                                      | Punkte |
| ---- | ---------------- | ------------------------------------------------- | ------ |
| 01   | Lewis Hamilton   | Mercedes                                          | 296    |
| 02   | Valtteri Bottas  | Mercedes                                          | 231    |
| 03   | Charles Leclerc  | Ferrari                                           | 200    |
| 04   | Max Verstappen   | Red Bull Racing-Honda                             | 200    |
| 05   | Sebastian Vettel | Ferrari                                           | 194    |
| 06   | Pierre Gasly     | Red Bull Racing-Honda / Scuderia Toro Rosso-Honda | 69     |
| 07   | Carlos Sainz jr. | McLaren-Renault                                   | 58     |
| 08   | Alexander Albon  | Scuderia Toro Rosso-Honda / Red Bull Racing-Honda | 42     |
| 09   | Daniel Ricciardo | Renault                                           | 34     |
| 10   | Daniil Kwjat     | Scuderia Toro Rosso-Honda                         | 33     |

| Pos. | Fahrer             | Konstrukteur              | Punkte |
| ---- | ------------------ | ------------------------- | ------ |
| 11   | Nico Hülkenberg    | Renault                   | 33     |
| 12   | Lando Norris       | McLaren-Renault           | 31     |
| 13   | Kimi Räikkönen     | Alfa Romeo Racing-Ferrari | 31     |
| 14   | Sergio Pérez       | Racing Point-BWT Mercedes | 27     |
| 15   | Lance Stroll       | Racing Point-BWT Mercedes | 19     |
| 16   | Kevin Magnussen    | Haas-Ferrari              | 18     |
| 17   | Romain Grosjean    | Haas-Ferrari              | 8      |
| 18   | Antonio Giovinazzi | Alfa Romeo Racing-Ferrari | 4      |
| 19   | Robert Kubica      | Williams-Mercedes         | 1      |
| 20   | George Russell     | Williams-Mercedes         | 0      |

### Konstrukteurswertung
| Pos. | Konstrukteur          | Punkte |
| ---- | --------------------- | ------ |
| 1    | Mercedes              | 527    |
| 2    | Ferrari               | 394    |
| 3    | Red Bull Racing-Honda | 289    |
| 4    | McLaren-Renault       | 89     |
| 5    | Renault               | 67     |

| Pos. | Konstrukteur              | Punkte |
| ---- | ------------------------- | ------ |
| 06   | Scuderia Toro Rosso-Honda | 55     |
| 07   | Racing Point-BWT Mercedes | 46     |
| 08   | Alfa Romeo Racing-Ferrari | 35     |
| 09   | Haas-Ferrari              | 26     |
| 10   | Williams-Mercedes         | 1      |